# دومينغو سوسا
دومينغو سوسا هو عسكري وسياسي أرجنتيني، ولد في 1788 في بوينس آيرس في الأرجنتين، وتوفي بنفس المكان في 1 مايو 1866.